# Grattacieli di Los Angeles

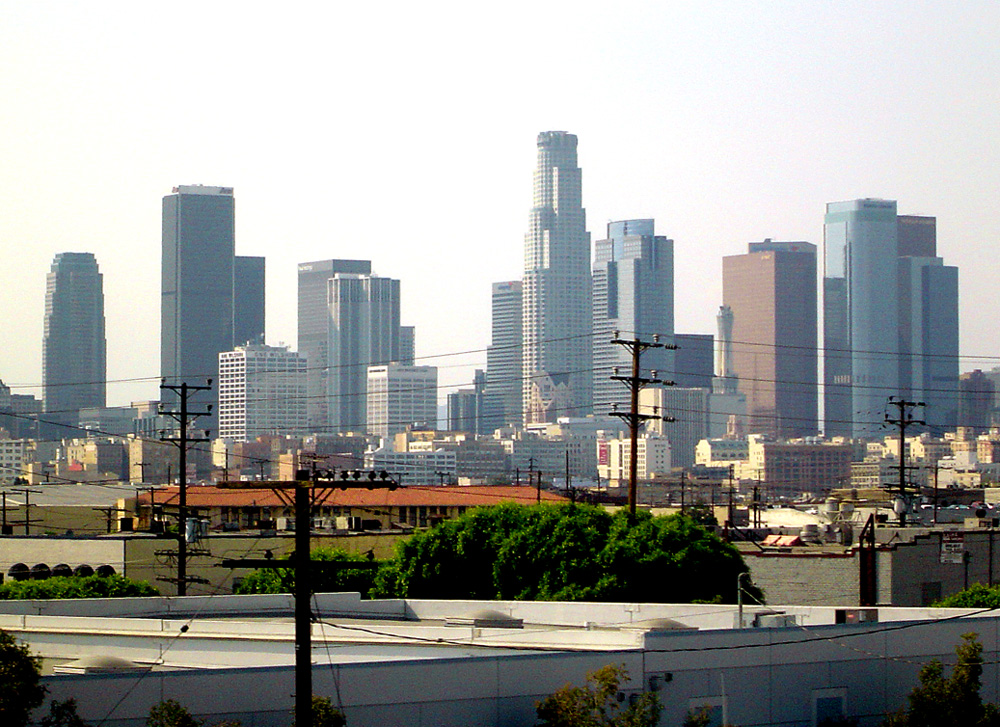
Skyline di Los Angeles.

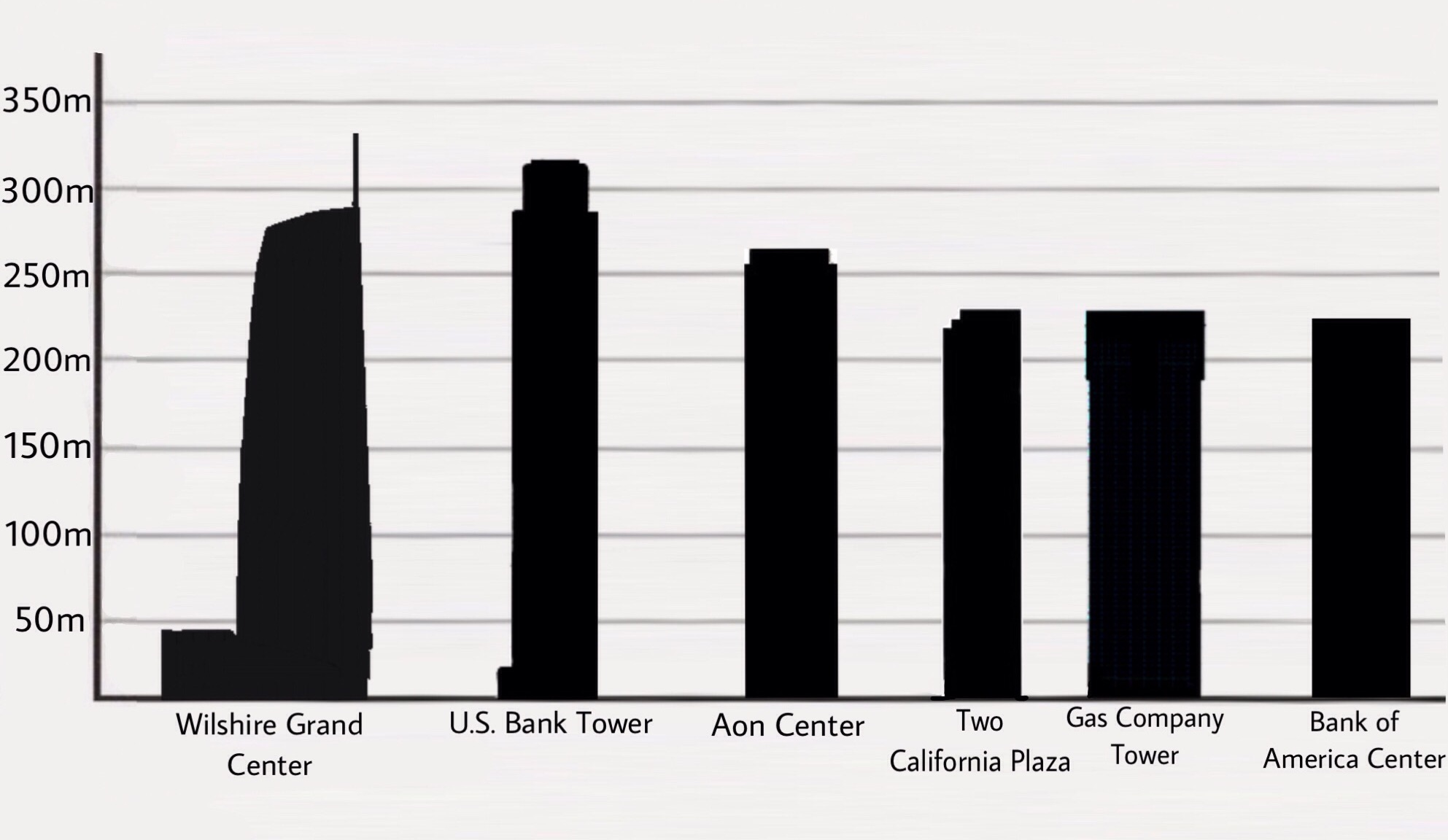
Grattacieli più alti di Los Angeles

La lista qui proposta degli edifici più alti a Los Angeles classifica i grattacieli in base all'altezza. Los Angeles è una delle più estese città del mondo, e ha uno degli skyline più vasti. La città ha 553 grattacieli entro i suoi limiti secondo "skyscraperpage.com", classificandosi al terzo posto dopo New York City e Chicago. Il più alto edificio a Los Angeles è il Wilshire Grand Center, che si eleva per 335,3 metri.
Los Angeles sta ancora crescendo: più persone sono in cerca di casa e più sviluppatori stanno mirando alle aree di South Park (nella Downtown di Los Angeles) e della Miracle Mile, per sviluppare alti edifici residenziali.

## Lista degli edifici più alti
Questa lista classifica i grattacieli di Los Angeles che si innalzano per almeno 400 piedi (122 m), in base alla misurazione standard. Questa include guglie e dettagli architettonici, ma non considera supporti di antenne. Le strutture esistenti sono incluse a fini di classificazione basata sull'altezza attuale.
| Posizione | Nome                    | Immagine | Altezza piedi / m | Piani | Anno | Note |
| --------- | ----------------------- | -------- | ----------------- | ----- | ---- | --- |
| 1         | Wilshire Grand Center   |          | 1.100 / 335,3     | 73    | 2017 | Altezza massima raggiunta, struttura in completamento. Edificio più alto della città, della California e della West Coast degli Stati Uniti. |
| 2         | U.S. Bank Tower         |          | 1.018 / 310       | 73    | 1990 | Il palazzo più alto costruito negli anni ’90.                                                                                                |
| 3         | Aon Center              |          | 858 / 262         | 62    | 1973 | Il palazzo più alto costruito negli anni ’70.                                                                                                |
| 4         | Two California Plaza    |          | 750 / 229         | 52    | 1992 | Il secondo edificio più alto costruito negli anni ’90.                                                                                       |
| 5         | Gas Company Tower       |          | 749 / 228         | 52    | 1991 | [ 9 ] [ 10 ] |
| 6         | Bank of America Center  |          | 735 / 224         | 55    | 1974 | Rinominato da ARCO Plaza. |
| 7         | 777 Tower               |          | 725 / 221         | 52    | 1991 | [ 13 ] [ 14 ] |
| 8         | Wells Fargo Tower       |          | 723 / 221         | 54    | 1983 | [ 15 ] [ 16 ] |
| 9         | Figueroa at Wilshire    |          | 717 / 219         | 53    | 1990 | [ 17 ] [ 18 ] |
| 10=       | City National Tower     |          | 699 / 213         | 52    | 1972 | [ 19 ] [ 20 ] |
| 10=       | Paul Hastings Tower     |          | 699 / 213         | 52    | 1972 | [ 21 ] [ 22 ] |
| 16        | Citigroup Center        |          | 625 / 191         | 48    | 1979 | [ 23 ] [ 24 ] |
| 17        | 611 Place               |          | 620 / 189         | 42    | 1967 | Il palazzo più alto costruito negli anni ’60.                                                                                                |
| 18        | KPMG Tower              |          | 560 / 171         | 45    | 1983 | [ 27 ] [ 28 ] |
| 22        | One California Plaza    |          | 578 / 176         | 42    | 1985 | [ 29 ] [ 30 ] |
| 23=       | Century Plaza Tower I   |          | 571 / 174         | 44    | 1975 | [ 31 ] [ 32 ] |
| 23=       | Century Plaza Tower II  |          | 571 / 174         | 44    | 1975 | [ 33 ] [ 34 ] |
| 26        | Ernst & Young Plaza     |          | 534 / 163         | 41    | 1985 | [ 35 ] [ 36 ] |
| 27        | SunAmerica Center       |          | 533 / 162         | 39    | 1990 | [ 37 ] [ 38 ] |
| 34        | TCW Tower               |          | 517 / 158         | 39    | 1990 | [ 39 ] [ 40 ] |
| 35        | Union Bank Plaza        |          | 516 / 157         | 40    | 1968 | [ 41 ] [ 42 ] |
| 36        | 10 Universal City Plaza |          | 506 / 154         | 36    | 1984 | [ 43 ] [ 44 ] |
| 37        | 1100 Wilshire           |          | 496 / 151         | 35    | 1987 | [ 45 ] [ 46 ] |
| 38        | Fox Plaza               |          | 492 / 150         | 34    | 1987 | [ 47 ] [ 48 ] |
| 39        | Constellation Place     |          | 491 / 150         | 35    | 2003 | [ 49 ] [ 50 ] |
| 42        | ARCO Center             |          | 462 / 141         | 33    | 1989 | [ 51 ] [ 52 ] |
| 43=       | Equitable Life Building |          | 454 / 138         | 34    | 1969 | [ 53 ] [ 54 ] |
| 43=       | Los Angeles City Hall   |          | 454 / 138         | 32    | 1928 | L'edificio più alto costruito negli anni ’20.                                                                                                |
| 45        | AT&T Center             |          | 452 / 138         | 32    | 1965 | [ 57 ] [ 58 ] |
| 47        | AT&T Switching Center   |          | 448 / 137         | 17    | 1961 | [ 59 ] [ 60 ] |
| 50        | 5900 Wilshire           |          | 443 / 135         | 32    | 1971 | [ 61 ] [ 62 ] |
| 52        | MCI Center              |          | 414 / 126         | 31    | 1973 | [ 63 ] [ 64 ] |
| 56        | Warner Center Plaza II  |          | 352 / 107         | 25    | 1991 | [ 65 ] [ 66 ] |

## Gli edifici più alti in costruzione, approvati e proposti

### In costruzione
Questa lista classifica gli edifici che sono in costruzione a Los Angeles e sono progettati per elevarsi come minimo per 400 piedi (122 metri). Palazzi in costruzione che hanno già un'impalcatura all'ultimo piano sono inclusi.
| Nome                          | Altezza piedi / m | Piani | Anno | Note          |
| ----------------------------- | ----------------- | ----- | ---- | ------------- |
| LA Live Hotels & Condominiums | 653 / 199         | 54    | 2010 | [ 67 ] [ 68 ] |
| The Century                   | 497 / 151         | 41    | 2009 | [ 69 ] [ 70 ] |

### Approvati
Questa lista elenca i palazzi di Los Angeles che sono approvati e sono progettati per elevarsi fino ad almeno 400 piedi (122 m).
| Nome                      | Altezza piedi / m | Piani | Anno | Note          |
| ------------------------- | ----------------- | ----- | ---- | ------------- |
| Grand Avenue Iconic Tower | 623 / 190         | 50    | 2008 | [ 71 ] [ 72 ] |
| Metropolis Phase III      | 620 / 189         | 55    | 2013 | [ 73 ] [ 74 ] |
| Metropolis Phase IV       | 620 / 189         | 42    | 2015 | [ 75 ] [ 76 ] |
| 1027 Wilshire Boulevard   | 607 / 185         | 48    | 2010 | [ 77 ] [ 78 ] |
| LA Central I              | 575 / 175         | 45    | 2010 | [ 79 ] [ 80 ] |
| LA Central II             | 455 / 139         | 33    | 2010 | [ 81 ] [ 82 ] |

### Proposti
Questa lista elenca gli edifici di Los Angeles che sono stati proposti e progettati per elevarsi fino ad almeno 400 piedi (122 m).
| Nome                                | Altezza* piedi / m | Piani | Anno* | Note          |
| ----------------------------------- | ------------------ | ----- | ----- | ------------- |
| Park Fifth Tower I                  | 820 / 250          | 76    | 2010  | [ 83 ] [ 84 ] |
| City House                          | 751 / 229          | 60    | 2009  | [ 85 ] [ 86 ] |
| 755 Figueroa Street                 | 722 / 220          | 50    | 2009  | [ 87 ]        |
| Zen Tower                           | 696 / 212          | 50    | 2008  | [ 88 ] [ 89 ] |
| 3670 Wilshire Boulevard             | 568 / 173          | 46    | 2009  | [ 90 ] [ 91 ] |
| The Olympic                         | 567 / 173          | 50    | 2008  | [ 92 ] [ 93 ] |
| Century City Mall Residential Tower | 525 / 160          | 42    | 2009  | [ 94 ] [ 95 ] |
| Park Fifth Tower II                 | 463 / 141          | 43    | 2010  | [ 96 ] [ 97 ] |
| Venture Tower I                     | 400 / 122          | 40    | 2008  | [ 98 ] [ 99 ] |
| 1233 Hope Street                    |                    | 40    |       | [ 100 ]       |

* Se una casella risulta bianca, significa che le informazioni riguardanti le altezze dei palazzi, il numero dei piani, e/o le date di completamento non sono state ancora pubblicate.